# 葛女王
葛女王（かずらじょおう/かずらのおおきみ、生没年不詳は、奈良時代の日本の皇族。舎人親王の孫で、三島王の娘。位階は従四位下。名は葛王・加豆良王とも表記される。

## 生涯
叔父の大炊王（淳仁天皇）の天皇即位にともない、天平宝字3年（759年）、姉の川辺女王とともに二世皇族扱いとされ、無位から従四位下に叙せられた。ところが、藤原仲麻呂の乱による淳仁天皇廃位により、姉ともども伊豆国に配流されてしまった。宝亀2年（771年）7月、属籍（皇籍）を回復した。

## 官歴
『続日本紀』による
- 天平宝字3年（759年）6月16日：従四位下
- 時期不詳：皇籍剥奪
- 宝亀2年（771年） 7月11日：皇籍回復